# Victoria Beckham
Victoria Beckham (nascuda Victoria Caroline Adams, Harlow (Anglaterra), 17 d'abril de 1974) és una cantant i dissenyadora de moda anglesa. A finals dels anys 1990, va assolir la fama amb el grup pop exclusivament femení Spice Girls en el qual utilitzava l'àlies de Posh Girl. El 1999 es casà amb el futbolista David Beckham.